# Rada królewska

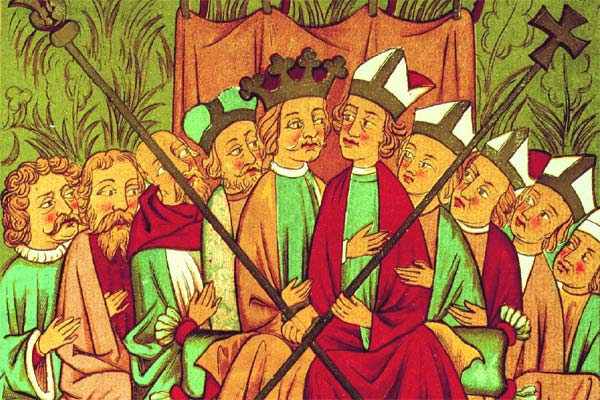
De kroonraad van Casimir III van Polen

De rada królewska (Latijn: Curia Regis) was de kroonraad in middeleeuws Polen. De koning had het recht om leden van de raad te benoemen. Later werd de raad bezet door hoge functionarissen op permanente basis, zoals de Grootkanselier van de Kroon, Grootmaarschalk van de Kroon en grote penningmeester van de kroon. Vanaf 1460 was de Grootmeester van de Duitse Orde ook onderdeel van de raad. Samen met de koning vormde de rada królewska de Sąd królewski.
In de late 15e eeuw ging de raad over op in de Sejm.